# دوري المؤسسات - بغداد 1965–66
دوري الاتحاد العراقي الممتاز 1965–66 هو الموسم الثامن عشر من دوري المؤسسات في بغداد. في هذا الموسم أصبح اسم المسابقة الدوري الممتاز وجرت المسابقة على مرحلتين. قد انهى الاتحاد الموسم بتاريخ 11 يوليو 1966 بسبب عدم انتهاء مباريات الدوري وموعد بداية الموسم الجديد والقرار تم اتخاذه بعد موافقة جميع الفرق بالاجتماع الذي عقد يوم الاحد الموافق 9 يوليو 1966.
تمكن الفرقة الثالثة من احتلال المركز الأول في البطولة، تلته فرق القوة الجوية ومصلحة نقل الركاب. نال اللاعب الفرقة الثالثة شدراك يوسف جائزة أفضل لاعب في الموسم فيما تقاسم نوري ذياب ومحمود اسد وكلاهما من الفرقة الثالثة أيضا لقب الهداف بسبعة اهداف.
تم لعب كأس المثابرة بين الفائز والوصيف في الدوري، حيث تغلبت الفرقة الثالثة على القوة الجوية بنتيجة 1-0.

## جدول الدوري
| م | الفريق           | لعب | ف | ت | خ | أ.له | أ.ع | أ.Av  | نقاط | التأهل |
| - | ---------------- | --- | - | - | - | ---- | --- | ----- | ---- | ------ |
| 1 | الفرقة الثالثة   | 9   | 5 | 4 | 0 | 25   | 6   | 4٫167 | 14   | البطل  |
| 2 | القوة الجوية     | 9   | 5 | 2 | 2 | 19   | 13  | 1٫462 | 12   |        |
| 3 | مصلحة نقل الركاب | 10  | 3 | 4 | 3 | 14   | 13  | 1٫077 | 10   |        |
| 4 | آليات الشرطة     | 10  | 3 | 2 | 5 | 15   | 21  | 0٫714 | 8    |        |
| 5 | الكلية العسكرية  | 8   | 2 | 2 | 4 | 9    | 15  | 0٫600 | 6    |        |
| 6 | الفرقة الخامسة   | 10  | 2 | 2 | 6 | 9    | 23  | 0٫391 | 6    |        |

1. ↑  كما عرف فريق الفرقة الخامسة باسم "فوج تدريب بغداد".[3]

## النتائج
المباريات التي لم تلعب هي الكلية العسكرية مع الفرقة الثالثة والقوة الجوية.
| المضيف \ الضيف   | الفرقة الخامسة | الفرقة الثالثة | آليات الشرطة | الكلية العسكرية | القوة الجوية | مصلحة نقل الركاب |
| ---------------- | -------------- | -------------- | ------------ | --------------- | ------------ | ---------------- |
| الفرقة الخامسة   | —              | 1–1            | 2–1          | 0–4             | 1–1          | 1–2              |
| الفرقة الثالثة   | 6–0            | —              | 0–0          | 4–0             | 2–2          | 2–2              |
| آليات الشرطة     | 2–1            | 1–4            | —            | 1–2             | 3–5          | 3–2              |
| الكلية العسكرية  | 0–3            | —              | 1–2          | —               | —            | 1–1              |
| القوة الجوية     | 3–0            | 0–4            | 3–1          | 3–0             | —            | 1–2              |
| مصلحة نقل الركاب | 3–0            | 0–2            | 1–1          | 1–1             | 0–1          | —                |

1. ↑  كما عرف فريق الفرقة الخامسة باسم "فوج تدريب بغداد".[3]
2. ↑  اعتبر فريق مصلحة نقل الركاب خاسرًا بنتيجة 1–0 بقرار اتحادي لعدم حضوره المباراة[4]